# Золотые копи и россыпи самоцветов
«Золотые копи и россыпи самоцветов» (араб. مروج الذهب ومعادن الجواهر , Мурудж аз захаб ва ма’адин ал-джавахир), в устаревшем варианте перевода «Золотые луга» — книга арабского историка, географа и путешественника Абу-ль-Хасана Али аль-Масуди, посвящённая истории династии Аббасидов в 749—947 годах со значительным включением географического материала.
Первая версия книги предположительно была завершена в 947 году, и автор потратил большую часть своей жизни на дополнение и редактирование.

## Содержание
Считается, что «Золотые копи и россыпи самоцветов» является сокращённым вариантом огромного, в 30 томах, произведения «Известия времени» («Ахбар-аз-заман»), которое утрачено.
«Золотые копи» состоят из 2 частей и 132 разделов.
- Первая часть начинается с сотворения мира и ветхозаветной истории. Далее Аль-Масуди пишет об общественной жизни и нравах древних народов Индии, Эллады и Рима, попутно пересказывая систему Птолемея, рассуждая о климате, календарях и величайших храмах. Рассматривает политическую жизнь, социально-экономические и религиозные вопросы, не только исламские, но и касающиеся индуизма, зороастризма, иудаизма и христианства. Со слов выкупленного в 845 году аль-Джарми, аль-Масуди сообщает о граничащем с Византией государстве славян. Сообщив о походе русов на Каспийское море в 912—913 годах, аль-Масуди принял реальный во́лок за мнимую протоку, связывающую Волгу с Доном или с Азовским морем.
- Во второй части «Золотых копей» поверхностно пересказываются известные по Ат-Табари и другим авторам биографии Мухаммеда и всех халифов, повествование пересыпано многочисленными анекдотами.

Произведение содержит как исторические подробности, почерпнутые у античных авторов, так и изложение фантастических легенд и преданий в виде вставных новелл.

## Издания и переводы
Версии исходного текста Масуди публиковались на арабском языке на протяжении сотен лет, в основном в типографиях, действующих в Египте и Ливане.
Одна из ранних европейских публикаций книги на французском и арабском языках была выпущена в период с 1861 по 1877 год парижским Societe Asiatique Барбье-де-Мейнаром и Паве-де-Куртейлем. На протяжении более 100 лет она была стандартной версией, используемой западными учеными, пока Шарль Пеллат не опубликовал переработанную французскую версию между 1966 и 1974 годами. Обновлённая версия была опубликована Ливанским университетом в Бейруте и состоит из пяти томов.
Одна из английских версий это сокращённая The Meadows of Gold: The Abbasids, опубликованная в 1989 году и переведенная и отредактированная Полом Лунде и Кэролайн Стоун. Согласно предисловию к этому изданию, их английский перевод сильно отредактирован и содержит лишь фрагмент оригинальной рукописи из-за личных исследовательских интересов редакторов. Перевод фокусируется почти исключительно на аббасидской истории Масуди. Во введении также сказано, что редакторы в основном полагались на версию Пеллата на французском языке и поэтому в основном работают с французским переводом, используя исходный текст на арабском языке в качестве справочного руководства.

## Оценки
- Британский арабист Гибб писал: «На арабском языке нет более замечательного произведения»[4].
- Историк Хью Найджел Кеннеди называет книгу «Возможно, лучшим введением в арабскую историческую традицию для неспециалиста»[5].

## Перевод на русский язык
- Перев. с араб. — Микульский Д. В. Абу-л-Хасан 'Али ибн ал-Хусайн ибн 'Али ал-Масуди. Золотые копи и россыпи самоцветов (История Аббасидской династии 749—947 гг.). — М.: «Наталис», 2002.